# جين إليزابيث هودسون
جين إليزابيث هودسون (بالإنجليزية: Jane Elizabeth Hodgson)‏ هي طبيبة أمريكية، ولدت في 23 يناير 1915 في كروكستون في الولايات المتحدة، وتوفيت في 23 أكتوبر 2006 في روشستر في الولايات المتحدة.